# 平壌FM放送
平壌FM放送（ピョンヤンエフエムほうそう、朝: 평양FM방송 , 英: Pyongyang FM Broadcasting Station）は、朝鮮民主主義人民共和国（北朝鮮）のFMラジオ局である。1989年1月1日に開局した。

## 周波数と中継局
| 地名     | 周波数   | 出力 |
| -------- | -------- | ---- |
| 平壌市   | 105.2MHz | 20kw |
| 平壌市   | 90.1MHz  | 2kw  |
| 咸興市   | 106.1MHz | 20kw |
| 清津市   | 105.5MHz | 10kw |
| 海州市   | 103.7MHz | 10kw |
| 江界市   | 93.3MHz  | 5kw  |
| 元山市   | 95.1MHz  | 5kw  |
| 新義州市 | 101.3MHz | 5kw  |
| 開城市   | 92.5MHz  | 2kw  |
| 恵山市   | 93.8MHz  | 2kw  |
| 沙里院市 | 103.0MHz | 2kw  |
| 南浦市   | 107.2MHz | 2kw  |
| 金策市   | 102.1MHz | 1kw  |

## 放送内容
自国の芸術音楽、歌謡曲や中国の革命音楽、クラシック等が流れる。毎時0分に時報があり、毎時59分には尺の調節のためインターバル・シグナルで『金日成将軍の歌』のインストゥルメンタルが短めに流される。時報後と一部曲間に女声の局名告知（「평양FM방송입니다」（訳：平壌FM放送です））がジングル的に挿入される。

## サイマル配信
いくつかのwebサイトやスマートフォンアプリ等で配信されており、web経由での聴取が可能。